# NGC 3829
NGC 3829 este o galaxie spirală situată în constelația Ursa Mare. A fost descoperită în 14 aprilie 1789 de către William Herschel.